# Caimin Douglas
Caimin Christian Douglas (Rosmalen, 11 mei 1977) is een voormalige Nederlandse atleet die gespecialiseerd was in de sprint. Hij manifesteerde zich vooral als lid van de Nederlandse 4 x 100 m estafetteploeg, waarin hij in 2003 het grootste succes uit zijn loopbaan behaalde, toen de equipe op de wereldkampioenschappen brons veroverde. Douglas nam in totaal driemaal deel aan de Olympische Spelen.

## Biografie

### Voetbal als basis voor atletiek
Douglas werd geboren in Rosmalen en heeft een Antilliaanse vader en Nederlandse moeder. Het gezin verhuisde naar Curaçao toen hij vijf jaar was. Daar legde hij met voetbal de basis voor zijn atletiekcarrière. Hij kwam uit voor het Antilliaanse juniorenelftal. Later stapte hij over op atletiek.
In 1997 liep Douglas z'n eerste grote wedstrijd op Puerto Rico. Door opvallende prestaties daar werd hij benaderd door de Universiteit van Texas in El Paso. Hij vertrok ernaartoe, na afronding van z'n studie weg- en waterbouw aan de MTS.

### Met estafetteteam naar brons
In 2000 ging hij met de Nederlandse Antillen naar de Olympische Spelen. Vanaf 2002 kwam Caimin Douglas uit voor Nederland. Samen met Patrick van Balkom, Timothy Beck en Troy Douglas (geen familie) won hij in 2003 een bronzen medaille op de 4 x 100 m estafette tijdens de wereldkampioenschappen in Parijs. De deelname van Douglas aan dit evenement had overigens nog enige tijd aan een zijden draad gehangen. Op de ochtend van de series in Parijs was hij namelijk met een van kiespijn vertrokken gelaat aan het ontbijt verschenen. Een ontsteking die al de hele week had gezeurd, had plotseling agressief de kop opgestoken. Vandaar dat werd besloten om voor de series reserve Guus Hoogmoed op te stellen. Het oranjeteam, met Hoogmoed op de plaats van Douglas, liep vervolgens naar een Nederlands record in 38,72 s. In de halve finale was de inmiddels half opgelapte Caimin Douglas er echter toch weer bij en ging het met een tijd van 38,63 nog weer een fractie sneller. De finale werd door het Nederlandse kwartet ten slotte afgerond in 38,87.
Het record bleef onaangetast tot in 2012, toen een ander Nederlands viertal op de Europese kampioenschappen in Helsinki naar de gouden medaille snelde en bij die gelegenheid 38,34 realiseerde.

### Meer estafette-ervaringen op internationaal niveau
Voor Nederland ging Douglas in 2004 ook naar de Olympische Spelen, opnieuw als lid van de 4 × 100 m estafetteploeg. Maar door een verkeerde wissel tussen de laatste lopers, Patrick van Balkom en Caimin Douglas, strandden de ambities van het Nederlandse viertal in de tweede serie. Datzelfde jaar studeerde Douglas af in El Paso en verhuisde hij naar Nederland.
Twee jaar later klopte het op de Europese kampioenschappen in Göteborg tussen de Nederlandse 4 x 100 meterlopers allemaal weer wat beter en finishten Timothy Beck, Patrick van Luijk, Guus Hoogmoed en Caimin Douglas als achtste in de finale met 39,64, nadat ze in de halve finale zelfs 38,85 hadden gelopen. Ook nam hij op dit toernooi deel aan de 200 m, maar werd met 21,64 uitgeschakeld in de tweede ronde.

### Drie nationale titels
Op nationaal niveau leverde Caimin Douglas zijn beste prestaties aanvankelijk vooral op de 200 m, waarop hij in 2001 en 2002 nationaal kampioen werd. Gaandeweg kwam zijn carrière echter steeds nadrukkelijker in het teken te staan van zijn optredens in het nationale estafetteteam. Dit betekende dat ook de sprintsnelheid op de korte afstand, de 100 m, moest worden onderhouden. Zelfs nam Douglas enkele malen deel aan de NK indoor, waar hij zijn startsnelheid testte op de 60 m. In 2006, het jaar waarin hij later ook zijn eerste buitentitel op de 100 m zou veroveren, leverde hem dat in 6,76 een tweede plaats op, een honderdste seconde achter winnaar Guus Hoogmoed, terwijl hij in 2008 vierde werd.

### Deelname aan OS 2008 dubbeltje op zijn kant
Douglas liep in 2008 zijn beste tijden op de individuele sprintnummers al vroeg in het buitenseizoen. In Hoorn kwam hij op 10 mei tot 10,47, op de 200 m was hij het rapst op 1 juni in Genève, waar hij 20,85 op de klokken bracht. Maar vooral was hij actief als lid van het nationale 4 x 100 m estafetteteam, dat zich wilde kwalificeren voor deelname aan de Olympische Spelen in Peking. Als man met de meeste ervaring in deze discipline was Douglas in de maanden juni en juli bij alle kwalificatiepogingen van de oranje-equipe betrokken. Hij liet er zelfs de nationale baankampioenschappen voor schieten, toen het vanwege een lichte spierblessure beter bleek om even gas terug te nemen. Op 6 juni in Turijn (39,03) en 16 juli in Luzern (38,92) kwam het Nederlandse viertal tot de beste tijden. Het resulteerde in een zeventiende plaats op de wereldranglijst, onvoldoende voor kwalificatie, aangezien alleen de eerste zestien landen van het IOC een uitnodiging voor Peking konden tegemoetzien. Het geluk lachte de Nederlandse equipe echter nu eens toe. Omdat Australië het mannen 4 x 100 m estafetteteam bleek te hebben teruggetrokken (naar verluidt kon men daar geen representatief team samenstellen), werd Nederland als zeventiende alsnog voor de Spelen uitgenodigd. De vier basislopers van het team, Maarten Heisen, Guus Hoogmoed, Patrick van Luijk en Caimin Douglas in die volgorde, konden zich dus toch nog gaan opmaken voor deelname aan de olympische 4 x 100 m estafette in het Vogelnest. Voor Douglas werd het zelfs al de derde keer, dat hij op Olympische Spelen zijn opwachting maakte.

### Winst en tegenslag in Peking
De ploeg vertrok naar Peking met als doel het Nederlands record te verbeteren, dat sinds 30 augustus 2003 op 38,63 stond, gelopen door het team dat op de WK in Parijs de bronzen medaille had veroverd. Zover kwam het niet. De Nederlandse equipe moest in zijn serie aantreden tegen de Verenigde Staten, Trinidad & Tobago, Japan en Polen. De Nederlanders overleefden deze slag, omdat vier teams, waaronder dat van de Verenigde Staten, hun race verknoeiden door foute wissels. Het Nederlandse viertal bleef overeind en kwam met 38,87, de snelste tijd van het jaar, als derde binnen.
Een dag later kwam in de finale, waarin Jamaica met een wereldrecord van 37,10 uit de bus kwam, aan alle euforie een eind. Nu was het de beurt aan Nederland om de wissel te verknallen; die tussen Guus Hoogmoed en Patrick van Luijk mislukte. Caimin Douglas vuurde zijn ploeg nog wel aan om door te zetten en dat leidde aanvankelijk tot een zevende plaats in 45,81. Later volgde echter diskwalificatie, omdat het stokje niet binnen het wisselvak was doorgegeven. Na afloop aarzelde Van Luijk niet om de schuld op zich te nemen. In de halve finale was hij wat te langzaam weggegaan, nu ging hij te vroeg. Douglas toonde begrip voor het falen van Van Luijk. 'Het hele jaar lopen we scherp, omdat we ons nog moeten kwalificeren, en gaat het wel goed. Nu gaat het een keer mis. Maar de beste prestatie hebben we gisteren geleverd. Toen hebben we als zestiende land van de wereld veel grote landen achter ons gelaten.’

### Einde atletiekloopbaan
Op 6 april 2011 maakte de Atletiekunie bekend, dat Caimin Douglas had besloten om een punt te zetten achter zijn actieve carrière als topsporter. Een aanhoudende rugblessure had hem tot dit besluit gedwongen. "Alhoewel ik graag nog even was doorgegaan, heb ik er vrede mee nu te stoppen. Ik heb enorm genoten van mijn jaren als topsporter. Ik heb mooie prestaties neergezet, veel van de wereld gezien en er heel veel vrienden aan over gehouden," aldus de Antilliaanse Nederlander.
Caimin Douglas was werkzaam voor de Landmacht bij de Defensie Topsport Selectie.

## Nederlandse kampioenschappen
| Onderdeel | Jaar       |
| --------- | ---------- |
| 100 m     | 2006, 2010 |
| 200 m     | 2001, 2002 |

## Persoonlijke records
Outdoor
| Onderdeel | Prestatie | Datum       | Plaats  |
| --------- | --------- | ----------- | ------- |
| 100 m     | 10,23 s   | 4 mei 2002  | El Paso |
| 150 m     | 15,83 s   | 6 mei 2006  | Lisse   |
| 200 m     | 20,48 s   | 8 juli 2001 | Tilburg |

Indoor
| Onderdeel | Prestatie | Datum            | Plaats |
| --------- | --------- | ---------------- | ------ |
| 50 m      | 5,83 s    | 3 maart 2006     | Liévin |
| 60 m      | 6,69 s    | 18 februari 2006 | Gent   |

## Palmares

### 60 m
- 2006:  NK indoor - 6,76 s
- 2008: 4e NK indoor - 6,89 s

### 100 m
- 2000: 7e in series OS - 10,69 s
- 2004: 4e NK - 10,32 s
- 2005:  NK - 10,41 s
- 2006:  NK - 10,44 s
- 2007:  NK - 10,40 s
- 2009:  NK - 10,60 s
- 2010:  NK - 10,51 s

### 200 m
- 2001:  NK - 20,48 s (+0,0 m/s)
- 2002:  NK - 20,81 s (+2,1 m/s)
- 2003:  NK - 21,06 s
- 2006: 6e in ¼ fin. EK - 21,28 s
- 2007:  NK - 20,92 s
- 2007: 7e in ¼ fin. WK - 20,87 s

### 4 x 100 m estafette
- 2003:  WK - 38,63 s (NR)
- 2004: DNF in kwal. OS
- 2006: 8e EK - 39,64 s
- 2008: DSQ OS

## Onderscheidingen
- Sportploeg van het jaar (4 × 100 m) - 2003